# FC Oberneuland
FC Oberneuland Bremen von 1948 é uma agremiação esportiva alemã, fundada a 13 de abril de 1948 como Fußball-Club Oberneuland von 1948, e sediada no bairro Oberneuland em Bremen. Além do futebol, foram departamentos de basquete e ginástica.

## História
Na maior parte de sua história, o Oberneuland atuou em campeonatos das divisões inferiores. Em 1994, foi promovido à Verbandsliga Bremen (V), competição na qual terminou em segundo lugar. No ano sucessivo, venceu o certame e conquistou o acesso à Oberliga Niedersachsen/Bremen (IV), à qual disputou até 2004, ocasião em que houve a reorganização do futebol alemão que o reinseriu na Verbandsliga. O Oberneuland voltou à Oberliga Nord, em 2006, após vencer o seu segundo campeonato da Verbandsliga.
A equipe também conquistou a Bremen Pokal, em 1993 e 2003. Essas vitórias permitiram ao time de participar da Copa da Alemanha, na qual foi eliminado nas duas vezes na primeira fase. Uma outra Bremen Pokal foi vencida em 2008. Na Copa da Alemanha, temporada 2008-2009, o time conseguiu bater o TuS Koblenz, antes de perecer diante do VfL Wolfsburg na segunda fase.
Em 2010-2011, o time foi rebaixado da Regionalliga Nord (IV) para a Bremen-Liga (V) após ficar na 17ª colocação. Na temporada seguinte, se sagrou campeão da Bremen-Liga e retornou à divisão acima. Pela Copa da Alemanha foi eliminado na primeira rodada ao capitular por 3 a 0 diante do Borussia Dortmund, atual campeão da competição.
No fim da temporada 2012-13 o o clube faliu e após reorganização registrou para a Landesliga de 2013-14.

## Títulos
- Kreisliga A Bremen (VIII) Campeão: 1992;
- Bezirksliga Bremen (VII) Campeão: 1993;
- Landesliga Bremen (VI) Campeão: 1994;
- Verbandsliga Bremen (V) Campeão: 1996, 2006, 2012;
- Bremer Pokal Vencedor: 1993, 2003, 2008;

## Estádio
O Oberneuland disputa as suas partidas no Sportpark Vinnenweg, que possui capacidade para 3.500 pessoas.